# Zawada (gromada w powiecie myszkowskim)
Zawada – dawna gromada, czyli najmniejsza jednostka podziału terytorialnego Polskiej Rzeczypospolitej Ludowej w latach 1954–1972.
Gromady, z gromadzkimi radami narodowymi (GRN) jako organami władzy najniższego stopnia na wsi, funkcjonowały od reformy reorganizującej administrację wiejską przeprowadzonej jesienią 1954 do momentu ich zniesienia z dniem 1 stycznia 1973, tym samym wypierając organizację gminną w latach 1954–1972.
Gromadę Zawada z siedzibą GRN w Zawadzie utworzono – jako jedną z 8759 gromad na obszarze Polski – w powiecie zawierciańskim w woj. stalinogrodzkim, na mocy uchwały nr 24/54 WRN w Stalinogrodzie z dnia 5 października 1954. W skład jednostki weszły obszary dotychczasowych gromad Czatachowa, Jaroszów, Przewodziszowice i Zawada ze zniesionej gminy Żarki w tymże powiecie, a także oddziały leśne nr nr 1B–11B z Nadleśnictwa Rzeniszów. Dla gromady ustalono 10 członków gromadzkiej rady narodowej.
1 stycznia 1956 gromada weszła w skład nowo utworzonego powiatu myszkowskiego w tymże województwie
29 lutego 1956 z gromady Zawada wyłączono wieś Przewodziszowice, włączając ją do miasta Żarki w tymże powiecie.
20 grudnia 1956 województwo stalinogrodzkie przemianowano (z powrotem) na katowickie.
1 stycznia 1958 do gromady Zawada przyłączono wieś Suliszowice z koloniami Podlesie, Skrzypie i Zastudnie oraz terenami oddziałów nr 93–95 lasów państwowych Nadleśnictwa Złoty Potok ze znoszonej gromady Siedlec w powiecie częstochowskim w tymże województwie.
31 grudnia 1959 gromadę zniesiono, a jej obszar włączono do gromady Przybynów w tymże powiecie, której siedzibę równocześnie przeniesiono do Żarek.